# Davi Alves
Davi Esteves de Freitas Alves (ur. 12 czerwca 2001 w Belo Horizonte) – brazylijski piłkarz występujący na pozycji ofensywnego pomocnika, od 2023 roku zawodnik słowackiej Skalicy.
Jego ojciec Marcos Paulo również był piłkarzem.